# إيزابيلي فونتانا
إيزابيلي بيرغوسي فونتانا (بالبرتغالية: Isabeli Bergossi Fontana‏)، عارضة أزياء برازيلية ولدت في يوم 4 يوليو 1983 في مدينة كوريتيبا في البرازيل عندما كانت بعمر 13 انتقل للعيش في مدينة ميلانو في إيطاليا. تزوجت مرتين كان آخرها من الممثل البرازيلي هنري كاستيلي ولها إبنين من الزواجين.

## روابط خارجية
- إيزابيلي فونتانا على موقع IMDb (الإنجليزية)
- إيزابيلي فونتانا على موقع قاعدة بيانات الفيلم (الإنجليزية)
- إيزابيلي فونتانا على موقع دليل عارضات الأزياء (الإنجليزية)